# Hexatoma mediofila
Hexatoma mediofila är en tvåvingeart som beskrevs av Alexander 1933. Hexatoma mediofila ingår i släktet Hexatoma och familjen småharkrankar. Inga underarter finns listade i Catalogue of Life.